# Chiesa di Santa Maria di Porto Salvo (Santa Teresa di Riva)
La Chiesa di Santa Maria di Porto Salvo è una chiesa parrocchiale della città di Santa Teresa di Riva e del vicariato di San Basilio Magno, L'attuale edificio sacro, che prospetta sull'omonima piazza, è stato costruito nel 1952 su un'area libera a poche decine di metri da un'antica chiesa del 1765, dedicata anch'essa alla Madonna di Porto Salvo e oggi non più esistente.
L'edificio di culto è ubicato nella zona sud della città, sul corso principale, nel territorio parrocchiale ricadono i quartieri santateresini di Porto Salvo, Barracca, Bolina, Ciumaredda, Cantidati, Pozzo Lazzaro, Catalmo e Scorsonello. 
Con circa 5.000 battezzati è la parrocchia che conta più fedeli in tutta la riviera ionica dell'Arcidiocesi di Messina compresa tra Scaletta Zanclea e il fiume Alcantara.

## Storia

Prospetto della vecchia chiesa del XVIII secolo in una foto scattata nel 1936 durante un funerale

Altare maggiore della vecchia chiesa del XVIII secolo in una foto del 1940

A Santa Teresa di Riva il culto verso la Madonna di Porto Salvo risale alla seconda metà del XVIII secolo, a seguito del cosiddetto "miracolo del mare". Si narra che nel 1763 un bastimento mercantile, in navigazione dinnanzi allo specchio di mare antistante al quartiere Barracca di Santa Teresa di Riva, incappava in una tempesta di scirocco e levante. Il capitano della nave, temendo per la propria vita e per quella dei suoi marinai, affidò la sua preghiera a Santa Maria Vergine di Porto Salvo affinché non fossero travolti e spazzati via dal tifone. La preghiera venne ascoltata, e inspiegabilmente, la nave si trovò fuori dal pericolo. Al fine di ringraziare la Madonna per la grazia ricevuta, due anni dopo, nel 1765, il capitano del mercantile, sul litorale antistante allo specchio d'acqua in cui il miracolo si era verificato, fece innalzare una piccola cappella dedicandola a Santa Maria di Porto Salvo. Il terreno su cui venne edificata la cappelletta era sito nel quartiere Barracca e di proprietà di Pietro Ardoino La Rocca, conte di Quintana e marchese di Roccalumera e Floresta, per cui quest'ultimo ne divenne il proprietario.
La chiesetta era inserita nell'arcipretura di Savoca, dipendendo dalla sua chiesa matrice ed era altresì filiale della chiesa parrocchiale di San Nicolò.
Nel 1854, allorquando le borgate rivierasche di Furci, Bucalo, Sparagonà, Porto Salvo e Barracca si distaccarono da Savoca, costituendosi nel nuovo comune autonomo di Santa Teresa di Riva, la chiesa divenne di diritto pubblico venendo inoltre ampliata. 
Con bolla dell'arcivescovo di Messina Giuseppe Guarino, datata 18 agosto 1886, la chiesa di S.Maria di Porto Salvo fu resa filiale della chiesa matrice ed arcipretale della cittadina. 
Il 31 dicembre 1942 la chiesetta venne eretta a parrocchia autonoma dall'arcivescovo di Messina Angelo Paino; alla nuova parrocchia vennero affidate (e lo sono a tutt'oggi) come cappelle filiali le seguenti chiesette site nel comune di Santa Teresa di Riva:
- Chiesa di San Sebastiano del XVIII secolo, sita in via Savoca;
- Chiesa della Madonna del Rosario del 1890, sita in via Cantidati;
- Chiesa del Sacro Cuore di Gesù del 1922, presso l'Istituto delle Ancelle riparatrici di via A. Celona;
- Chiesa dell'Istituto Boccone del povero, quartiere Cantidati.

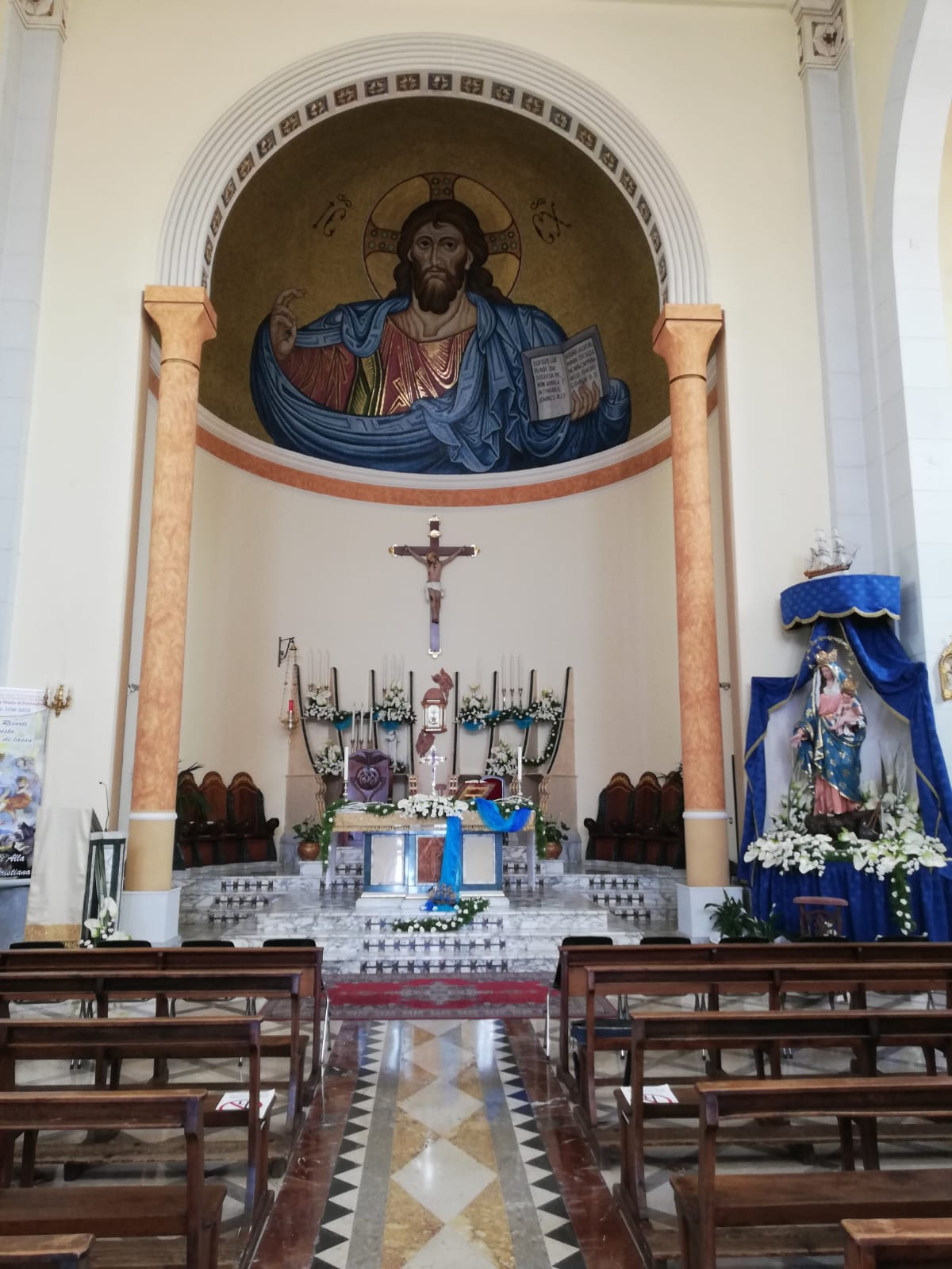
Altare Maggiore e Mosaico del Pantocratore

A causa dell'aumento della popolazione, ci si rese conto che la vecchia chiesetta settecentesca non era più adatta alle esigenze dei fedeli; per tale motivo, nel 1932 si mise mano al progetto per la costruzione di una nuova chiesa da erigere su un terreno libero a poche decine di metri dall'antico luogo di culto. Il progetto venne redatto dall'ingegnere santateresino Vincenzo Salvadore ma, a causa di alcune vicissitudini burocratiche seguite dallo scoppio della Seconda guerra mondiale, i lavori di costruzione partirono solo nel 1952. 
L'attuale edificio sacro venne edificato seguendo il progetto del 1932, è a croce latina con unica grande navata. I lavori di costruzione si conclusero nei primi mesi del 1958 e la cerimonia di inaugurazione e di apertura al culto si tenne l'11 febbraio dello stesso anno. Dal momento in cui l'attuale chiesa parrocchiale venne aperta al culto, l'antica chiesetta costruita nel 1765 dal capitano del bastimento mercantile venne sconsacrata e chiusa e oggi non ne resta più nulla, venendo demolita nel 1977 insieme agli antichi fabbricati circostanti per fare posto ad un edificio residenziale condominiale.
In tempi recenti, dopo 54 anni dall'apertura al culto della nuova chiesa, nelle ore serali di domenica 29 luglio 2012, è stata celebrata la funzione liturgica di solenne Consacrazione, presieduta dall'arcivescovo di Messina Calogero La Piana.
L'anno seguente, tra il 1º agosto e il 16 novembre 2013, la parrocchia ha celebrato in modo particolarmente solenne il giubileo per la ricorrenza dei 250 anni dal "Miracolo del mare" del 1763. Per l'occasione sono state organizzate delle manifestazioni di carattere religioso e culturale e la chiesa parrocchiale è stata arricchita con delle opere d'arte a ricordo dell'evento. Infine, Papa Francesco, tramite la Penitenzieria Apostolica, ha concesso per l'occasione una speciale indulgenza plenaria alla parrocchia.

## Descrizione

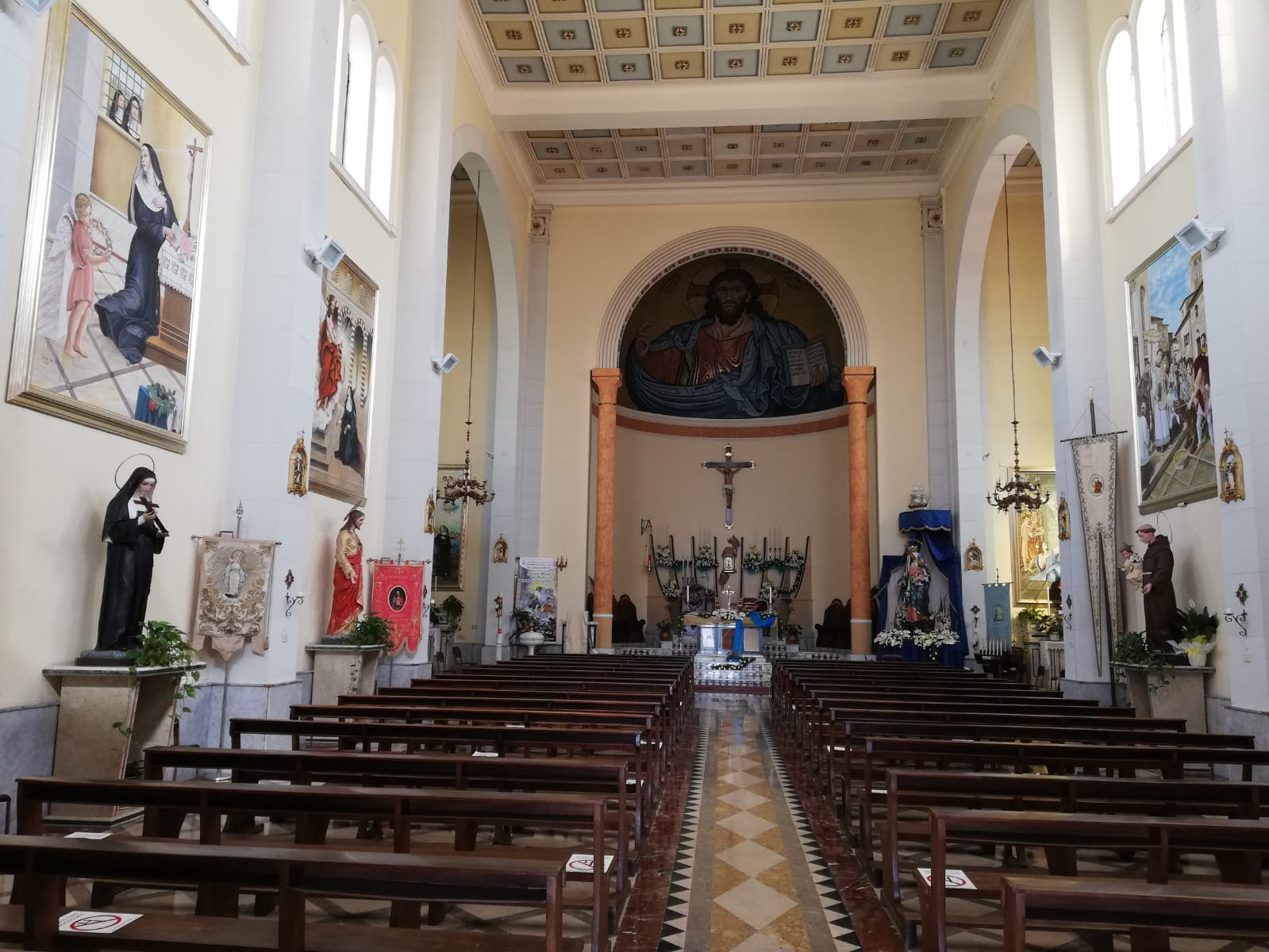
Navata interna della chiesa

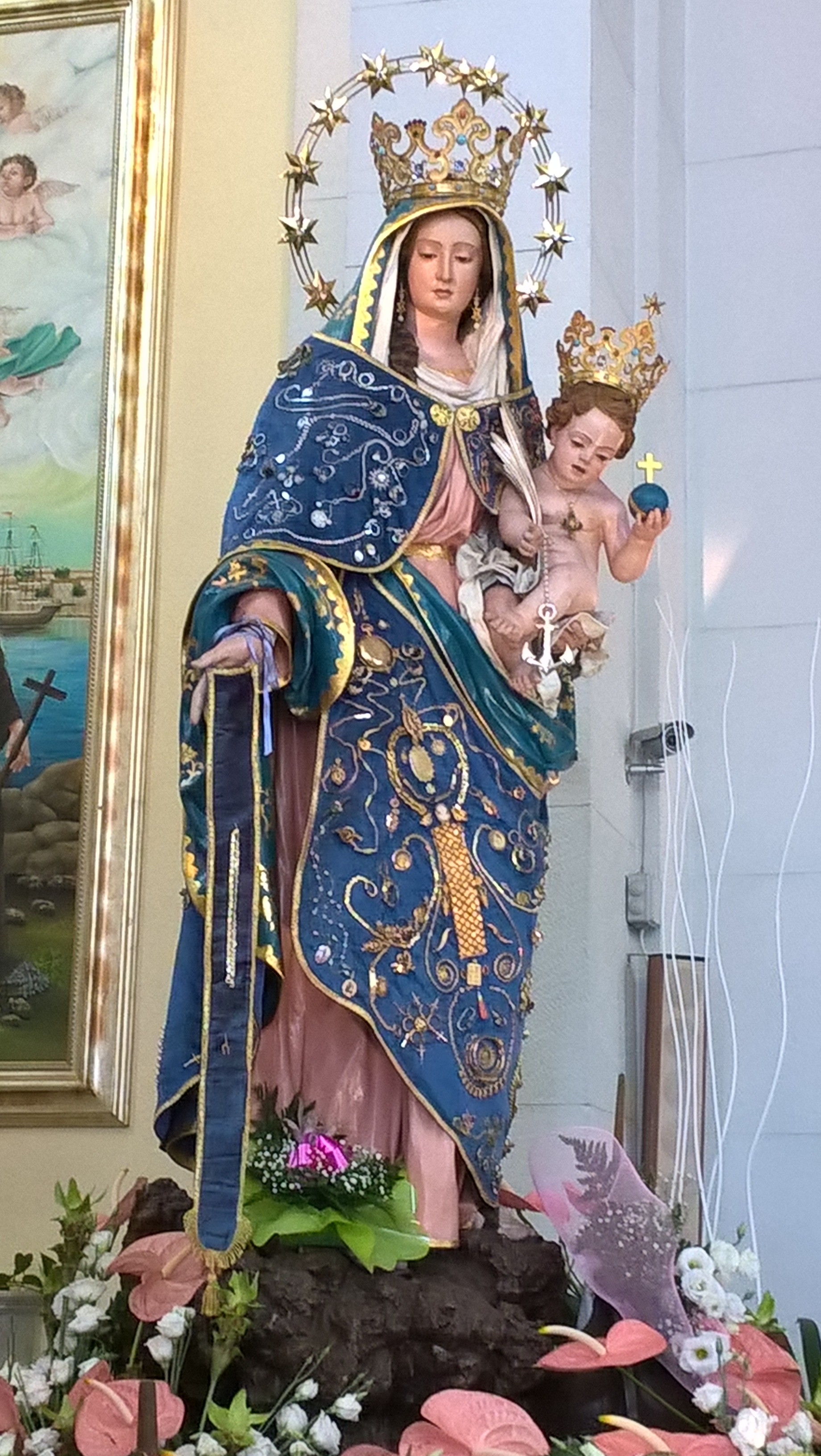
Simulacro della Madonna di Porto Salvo realizzato in cartapesta a Lecce nel XIX secolo

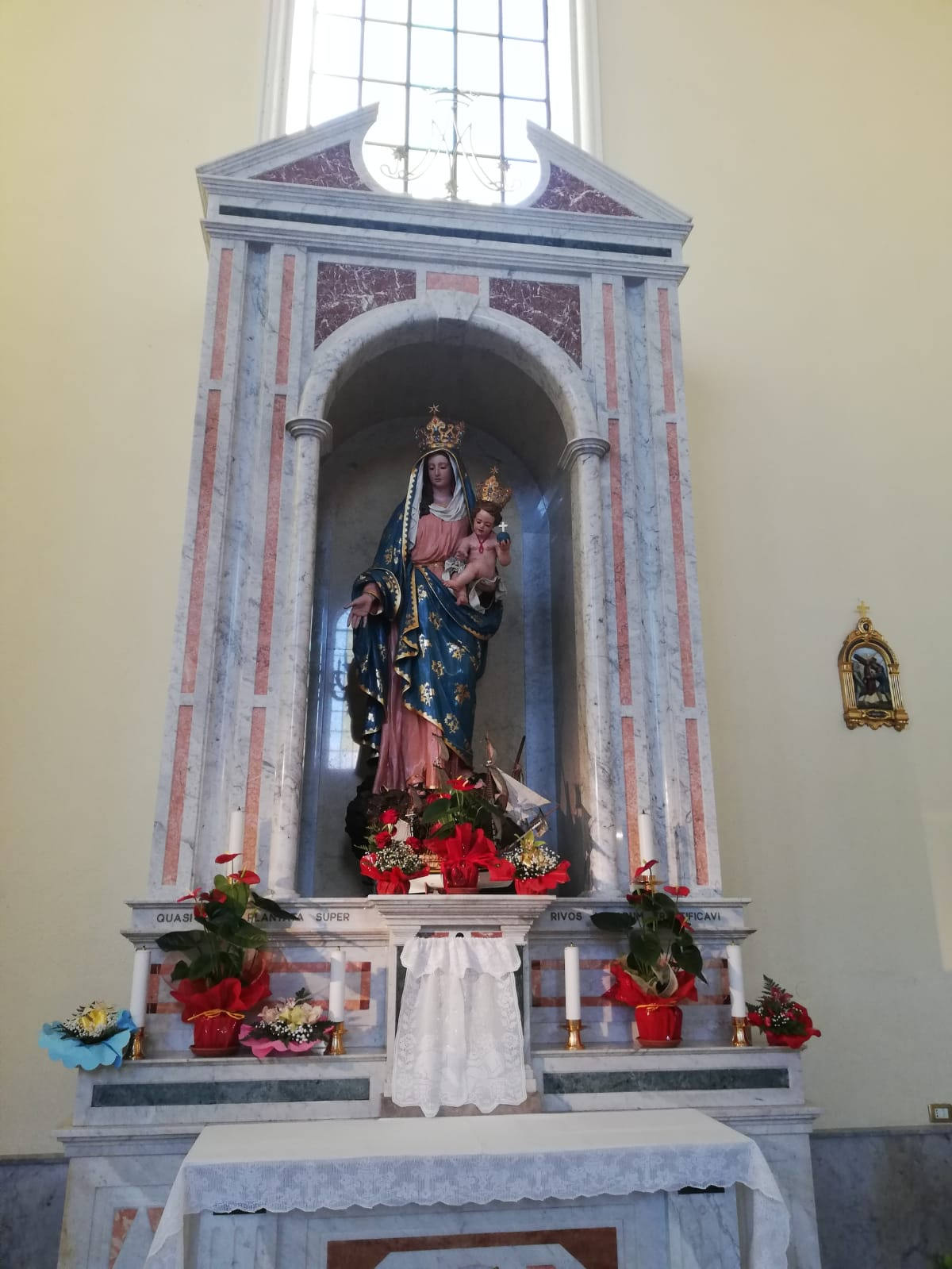
Altare marmoreo laterale e simulacro Madonna di Porto Salvo

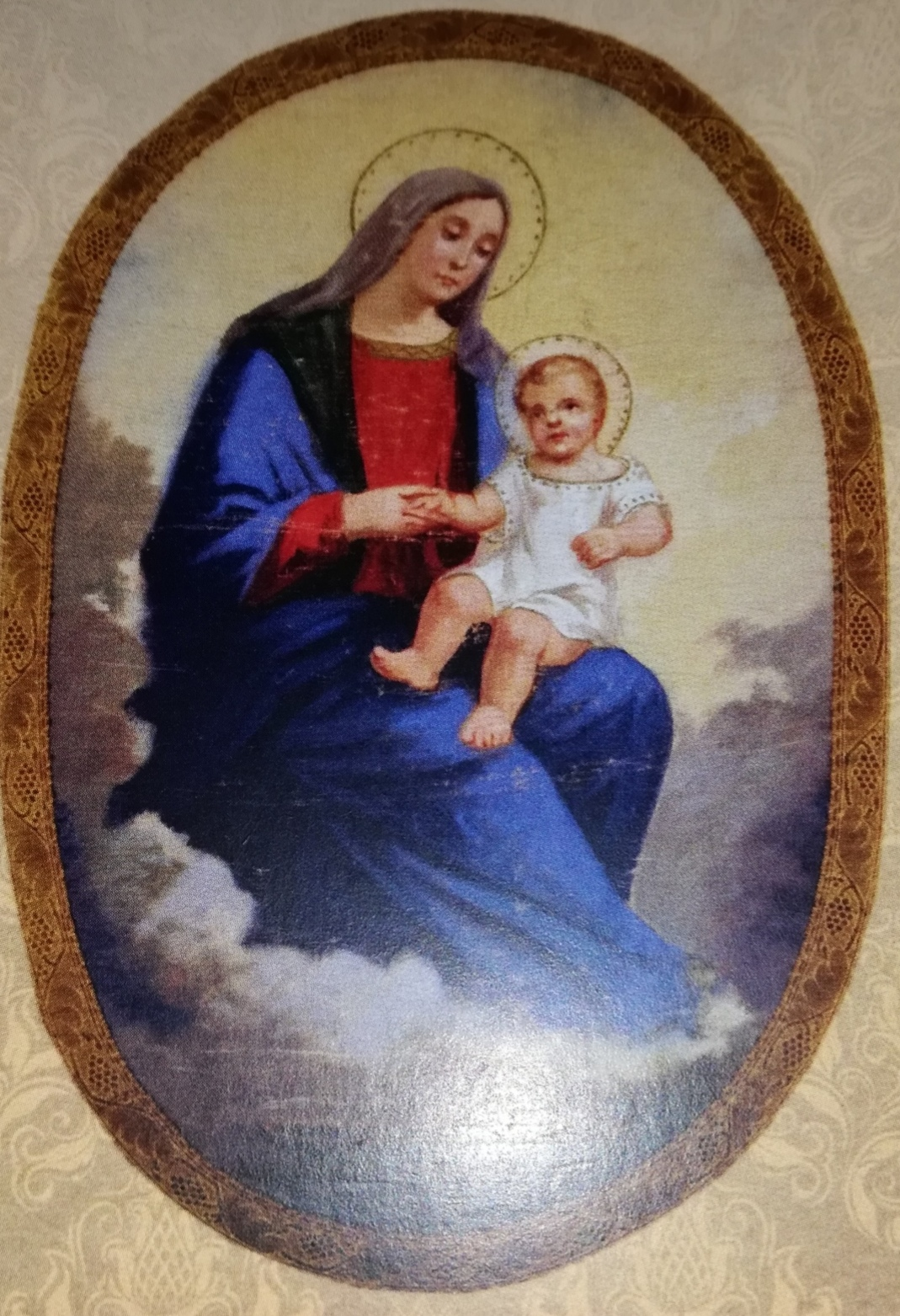
Quadro dei primi del XIX secolo della Madonna di Porto Salvo che si conserva in chiesa

L'attuale edificio sacro venne edificato, come già anticipato, seguendo il progetto del 1932, è a croce latina con unica grande navata, custodisce al suo interno varie opere artistiche di pregio come l'imponente mosaico che campeggia nel catino dell'abside in stile siculo-normanno raffigurante il Cristo Pantocratore, realizzato nel 1995 dalla Ditta Eredi di Michele Mellini di Firenze.
Sono presenti cinque altari: l'artistico Altare maggiore, ricavato nella spaziosa nicchia absidale, è stato realizzato nel 2000 (in sostituzione del precedente) in marmo, legno pregiato e terracotta, ad opera di artisti locali, al di sopra campeggia un Crocifisso ligneo realizzato da ignoto autore nel 1840. L'altare laterale di sinistra è dedicato ai Santi messinesi Placido, Eustochia e Annibale di Francia, è interamente in marmo, risale al 1958 ed è sovrastato da una tela a olio, del 2007, del pittore santateresino Giuseppe Bonarrigo, raffigurante la Madonna in gloria tra i Santi messinesi. L'altare laterale di destra, anch'esso in marmo, è dedicato a Santa Lucia ed è adornato da una grande tela ad olio del 2009, sempre di Bonarrigo, raffigurante il martirio della vergine siracusana in Carcere; sull'altare è posta una piccola statua lignea della Santa siciliana risalente al XIX secolo.
Nel lato sud del transetto, all'interno di un pregevole altare marmoreo progettato dal parroco pro tempre don Roberto Romeo e realizzato a sue spese nel 2013, è custodito il simulacro della Madonna di Porto Salvo realizzato in cartapesta a metà del XIX secolo da ignoto artista leccese. Nel lato nord del transetto è posto il quinto altare dedicato a San Giuseppe, sormontato da una statua lignea del Santo falegname del XIX secolo.
La chiesa custodisce altresì delle opere statuarie, chiamate "Varette" realizzate verso la metà del XIX secolo raffiguranti 
- la Madonna Addolorata;
- l'Ecce Homo;
- il Cristo Morto racchiuso nel sepolcro,

detti simulacri vengono portati in processione per le vie della città la sera del Venerdì Santo.
Ai lati della navata sono collocate delle grandi tele a olio realizzate tra il 2007 e il 2018 da Giuseppe Bonarrigo, esse raffigurano:
- Santa Teresa d'Avila in estasi del 2008.
- Sant'Antonio da Padova e il Miracolo eucaristico di Rimini del 2015.
- Il sacro pellicano del 2019.
- San Giovanni Bosco circondato dai giovani del 2017.
- San Pio da Pietrelcina e la Casa sollievo della sofferenza del 2015.
- Santa Rita da Cascia del 2016.
- La Visione del Cuore di Gesù di Santa Margherita Maria Alacoque del 2014.

È custodito anche un antico quadro di autore ignoto, realizzato in tessuto nei primi anni del XIX secolo, raffigurante la Madonna di Porto Salvo, che viene portato in processione la terza domenica di novembre di ogni anno, quando, in occasione della festa autunnale che commemora il Miracolo del mare del 1763, viene impartita la benedizione del mare e di tutti i marinai.
La chiesa custodisce infine alcuni simulacri statuari moderni della seconda metà del XX secolo.

## Festeggiamenti in onore della Madonna di Porto Salvo

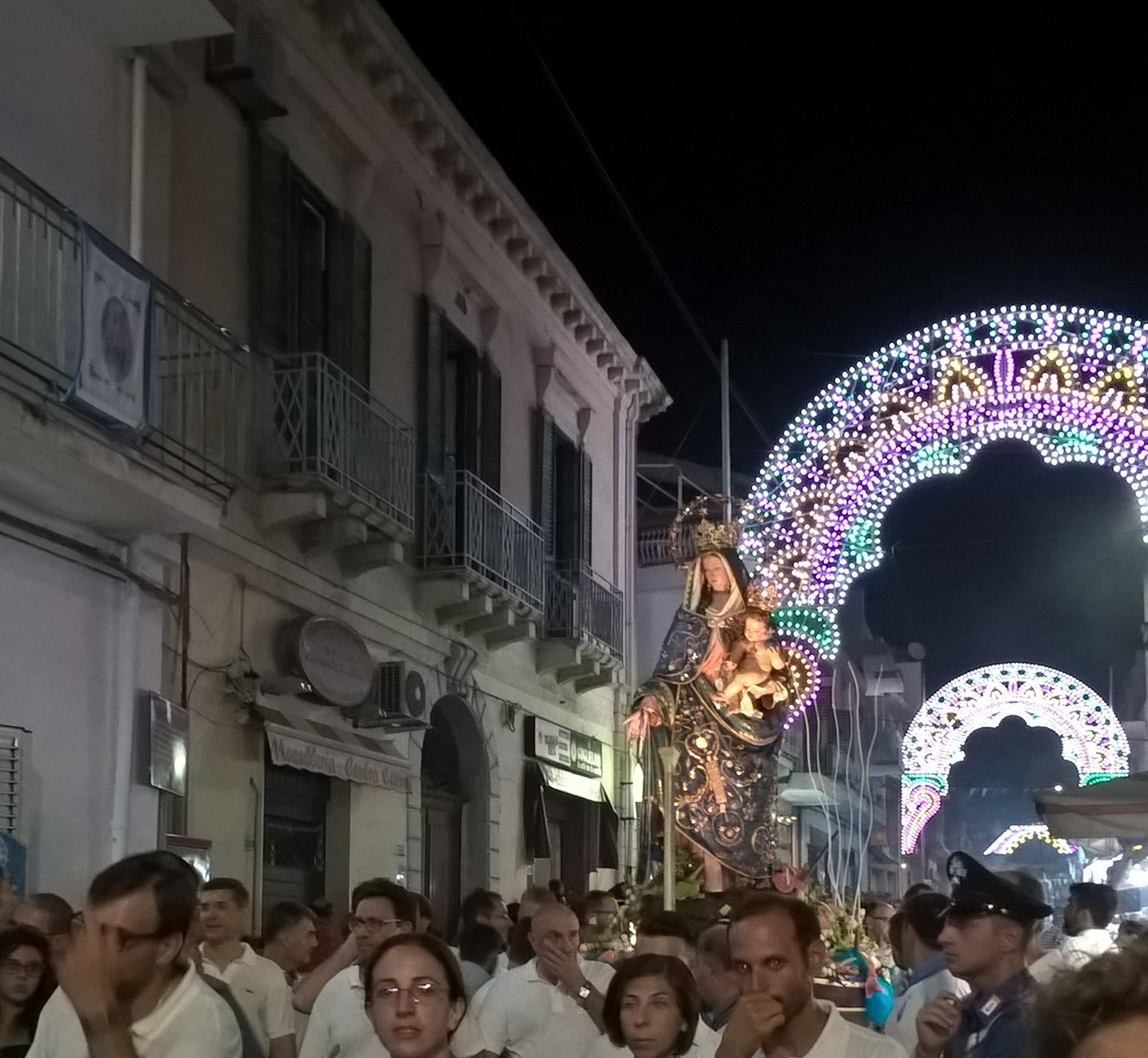
Festa Estiva della Madonna di Porto Salvo, processione solenne. Agosto 2018

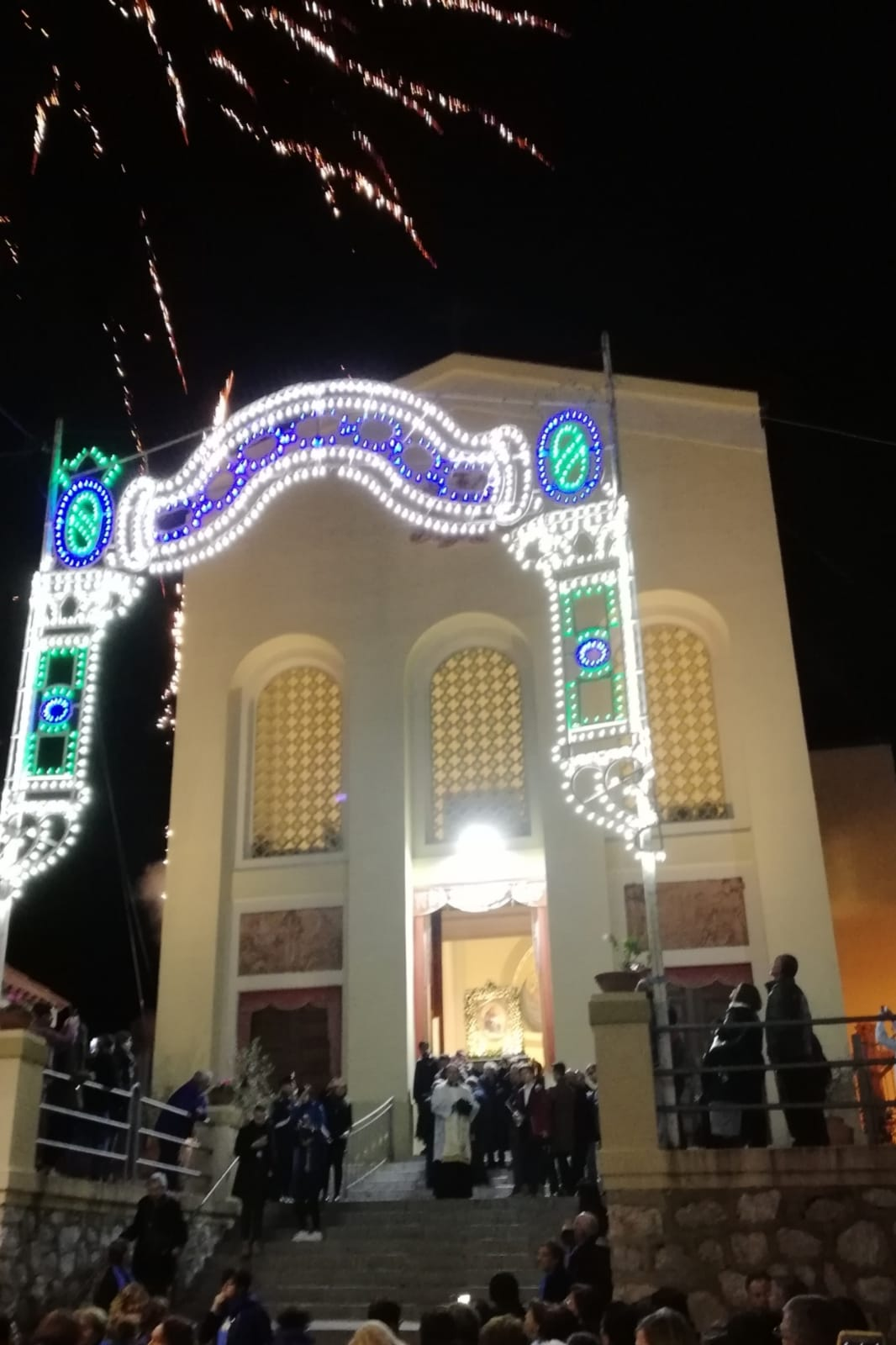
Festa Autunnale della Madonna di Porto Salvo, processione solenne, del quadro del XIX secolo. Novembre 2019

A Santa Teresa di Riva, la Madonna di Porto Salvo si festeggia fin dalla seconda metà del XIX secolo.
Da circa un secolo, i festeggiamenti religiosi si tengono due volte l'anno e si svolgono nel seguente modo: 
- il primo fine settimana di agosto si svolge la "festa estiva" che vede una numerosissima partecipazione di fedeli e di villeggianti. I festeggiamenti si svolgono in due giorni consecutivi: il sabato si offre la caratteristica processione a mare in cui il simulacro statuario della Santa Vergine percorre, a bordo di una grande barca, lo specchio di mare antistante la cittadina di Santa Teresa di Riva seguita dalle massime autorità cittadine, da una moltitudine di imbarcazioni e dal popolo tutto che segue la processione anche dalla spiaggia, al termine ha luogo la Santa Messa in spiaggia; la domenica si celebrano tre Messe solenni e nel tardo pomeriggio il simulacro della Madonna viene portato in processione per le strade del centro storico della città.
- La terza domenica di novembre si commemora il "Miracolo del mare" del 1763: viene portato in processione solenne per le strade del centro cittadino l'antico quadro dei primi dell'Ottocento raffigurante la Santa Vergine di Porto Salvo e si impartisce la benedizione al mare e a tutti i marinai.